# Centro de Investigación Latinoamérica Europa
La Fundación CILAE (Centro de Investigación Latinoamérica Europa) es una institución independiente y sin ánimo de lucro, dedicada a promover el desarrollo económico, político y social de los países en vías de desarrollo y mercados emergentes, con especial énfasis en Latinoamérica.
CILAE, estructurada como un think tank, tiene su sede en Madrid, España, y fue fundada por Juan José Almagro, Javier Díaz Cassou e Ignacio Fiestas en 2002. La fundación centra su trabajo, a través de publicaciones, conferencias y actividades, en servir de puente entre el mundo académico y la realidad social, con el fin de buscar soluciones innovadoras a los problemas de América Latina y la mejora de las relaciones transatlánticas.